# Judy Garland
Judy Garland (Grand Rapids, Minnesota, 10 juni 1922 – Chelsea, Londen, 22 juni 1969) was een Amerikaans actrice, danser en zangeres. 
Zij was een van de grote sterren uit de tijd van de Amerikaanse musicalfims, met als eerste grote hit The Wizard of Oz, maar trad ook uitgebreid op als zangeres, en bracht een hele serie platen uit. Ook had ze enige tijd een televisieshow. Door haar filmmaatschappij werd ze, zo gauw ze succesvol werd, vol met drugs gestopt om maar een maximale productie te bewerkstelligen. Dit resulteerde in levenslange problemen en veroorzaakte uiteindelijk haar vroegtijdige dood.
Ze is het onderwerp van tal van biografische boeken, documentaires en films (waaronder bijvoorbeeld Judy).

## Biografie
Als Frances Gumm (haar geboortenaam) stond ze voor het eerst op het podium toen ze tweeënhalf jaar oud was, samen met haar zusjes Mary Jane (1915–1964) en Dorothy Virginia Gumm (1917–1977): tijdens een voorstelling in het theater van hun vader zong ze Jingle Bells. Ze zouden er nog jaren als The Gumm Sisters optreden (op piano begeleid door hun moeder). In 1934 traden ze samen met George Jessel op in Chicago. Hij vond hun naam echter minder geschikt en zo ontstond de artiestennaam Garland. Ze werden nu The Garland Sisters. Niet veel later veranderde Frances haar naam in Judy. Die naam koos ze uit omdat een populair liedje in die tijd zo heette.
In 1935 kreeg Garland een contract bij MGM. Toch trok ze pas aandacht nadat het bedrijf haar op een verjaardagsfeest voor Clark Gable het liedje You Made Me Love You had horen zingen. Vanaf 1936 speelde ze in films, en na een aantal films waarin ze bijrolletjes had, kreeg ze in 1939 een hoofdrol in de populaire film The Wizard of Oz. Ze kreeg hiervoor een mini-Academy Award (geen echte) en werd in één keer een van de populairste beroemdheden van MGM. Voor de film was ze vooral bekend door haar vriendschappelijke relatie met Mickey Rooney. In haar carrière speelde ze in negen films met hem.

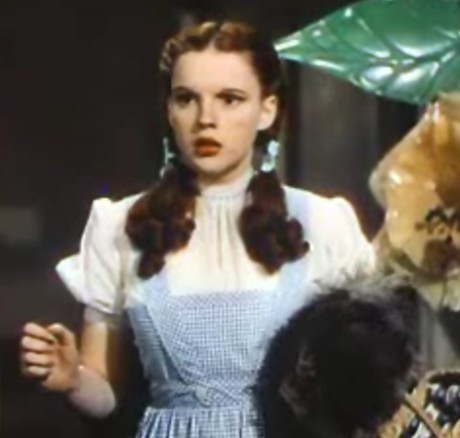
Garland in The Wizard of Oz
(1939)

Door de filmmaatschappij kreeg Garland amfetamine en voor het slapengaan barbituraten te slikken. Uiteindelijk werd dit een verslaving.
In de jaren veertig speelde ze in filmmusicals, die alle automatisch een succes werden. Gaandeweg mocht ze een volwassen actrice worden en werd ze als zodanig ook serieus genomen. In september 1945 trouwde ze met MGM-regisseur Vincente Minnelli, met wie ze in 1946 een dochter kreeg, Liza Minnelli.
Ze speelde ook samen met Fred Astaire en haar goede vriend Peter Lawford in de film Easter Parade.
Het werd steeds moeilijker om haar drukke carrière met haar leven als moeder te combineren; vaak was ze dagenlang afwezig bij MGM. In juni 1947 deed ze een eerste zelfmoordpoging. Deze mislukte echter en het leven leek hierna gewoon door te gaan. 
Omdat ze erg veel afwezig was, werd ze in 1949 door MGM geschorst. Ze werd in veel films vervangen. In juni 1950 sneed ze zich in haar keel met een stuk glas. Ze werd uiteindelijk geholpen en ging terug naar MGM in september 1950; elf dagen later werd ze daar voorgoed ontslagen.
Daarna begon Garland concerten te geven. Ook scheidde ze van Minnelli, om met Sid Luft te kunnen trouwen. In 1952 kreeg ze een dochter, Lorna Luft. In 1955 volgde een zoon, Joe Luft.
In 1954 kreeg ze een comeback met haar rol in de populaire film A Star is Born van Warner Brothers. Ze werd genomineerd voor een Academy Award voor Beste Actrice voor haar rol in deze film. In de jaren vijftig zou ze verder niet meer in films acteren.
In november 1959 werd geconstateerd dat Garland leverontsteking had en dat ze misschien wel nooit meer zou kunnen zingen. Echter, haar concert in Carnegie Hall op 23 april 1961 werd een enorm succes. In 1963 kreeg ze haar eigen televisieprogramma, The Judy Garland Show. Er werden 26 afleveringen van gemaakt voordat het van de buis werd gehaald, maar de serie leverde haar wel vier Emmy-nominaties op. Nadat het programma was gestopt, ging ze in 1964 samen met Liza Minnelli weer het theater in. Ook scheidde ze van Sid Luft.
In 1969 werd haar verslaving aan barbituraten haar fataal: ze overleed aan een overdosis.

## NPO Radio 2 Top 2000
| Nummer met noteringen in de NPO Radio 2 Top 2000 | '99 | '00  | '01  | '02  | '03  | '04  | '05  |
| ------------------------------------------------ | --- | ---- | ---- | ---- | ---- | ---- | ---- |
| Over the Rainbow                                 | 979 | 1861 | 1257 | 1600 | 1339 | 1913 | 1776 |

1. ↑  Een vetgedrukt getal geeft de hoogste notering aan.
2. ↑  Deze tabel is bijgewerkt tot en met de laatste editie (2024).

## Theatervoorstelling
Op 29 september 2013 ging de muzikale voorstelling 'Garland & Minelli' in de Leidse Schouwburg in première. Janke Dekker speelde de rol van Liza Minelli en Jelka van Houten die van Judy Garland.